# Distrito de Sauce
El distrito de Sauce es uno de los catorce que conforman la provincia de San Martín, ubicada en el departamento de San Martín en el Norte del Perú.

## Geografía
Situado en las estribaciones de la Cordillera Oriental, la capital se encuentra situada a 614 m s. n. m. y
51 km al sur de la ciudad de Tarapoto, cruzando el río Huallaga, a 6°42′12″ de latitud sur y 76°15′15″ longitud oeste.

## Laguna de Sauce

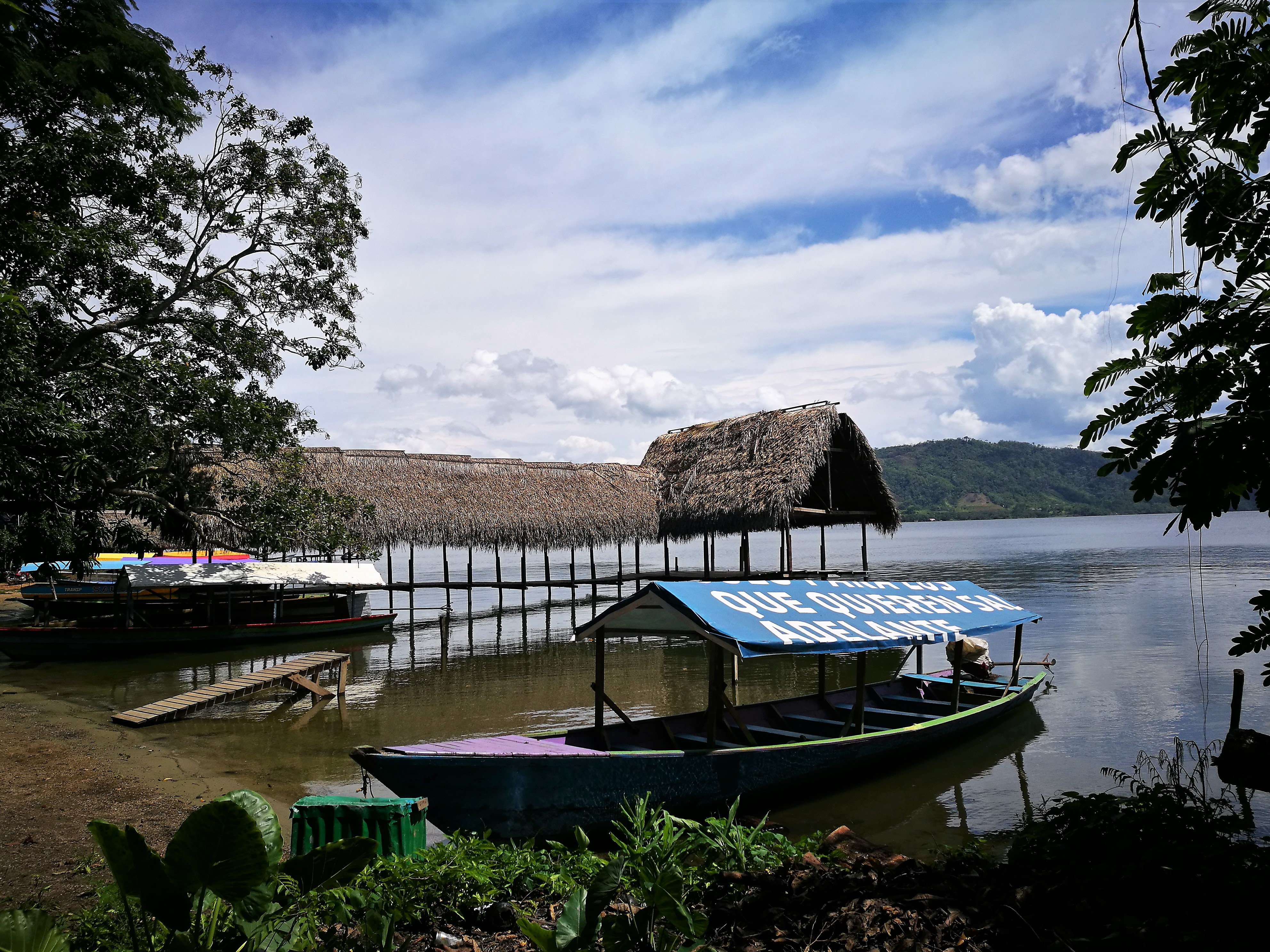
La laguna de Sauce o laguna Azul.

También conocida como Laguna Azul. Se trata de un cuerpo de agua de tipo lentisco, de hundimiento tectónico, con una extensión de 430.80 ha. El centro poblado de Sauce se sitúa en la franja costera limpia, rodeado de pastizales y centros turísticos así como el Centro Piscícola Sauce del Ministerio de Pesquería.
El estado actual es regular , presentan contaminación de agroquimicas de cultivos de arroz aledaños a la laguna.

## Historia
El distrito fue creado el 20 de mayo de 1936 mediante ley N° 8282 dada en el gobierno del presidente Óscar Benavides.

## Autoridades

### Municipales
- 2023 - 2026[4]
  - Alcalde: José Del Águila García.
  - Regidores:

  1. José Rogelio Díaz Castillo (Acción Popular)
  2. Loanith del Águila Rojas (Acción Popular)
  3. César Montes del Águila (Acción Popular)
  4. Llorlith Ayachi Sangama (Acción Popular)
  5. Luis Alberto Angulo Flores (Alianza Para el Progreso)